# Кочрейн (Вісконсин)
Кочрейн (англ. Cochrane) — селище (англ. village) в США, в окрузі Баффало штату Вісконсин. Населення — 423 особи (2020).

## Географія
Кочрейн розташований за координатами 44°13′37″ пн. ш. 91°50′28″ зх. д. / 44.22694° пн. ш. 91.84111° зх. д. (44.227066, -91.841054).  За даними Бюро перепису населення США в 2010 році селище мало площу 2,08 км², з яких 2,02 км² — суходіл та 0,05 км² — водойми.

## Демографія
Згідно з переписом 2010 року, у селищі мешкало 450 осіб у 205 домогосподарствах у складі 116 родин. Густота населення становила 216 осіб/км².  Було 234 помешкання (113/км²).
Расовий склад населення:
| - 99,1 % — білих |

До двох чи більше рас належало 0,9 %. Частка іспаномовних становила 0,7 % від усіх жителів.
За віковим діапазоном населення розподілялося таким чином: 24,9 % — особи молодші 18 років, 54,0 % — особи у віці 18—64 років, 21,1 % — особи у віці 65 років та старші. Медіана віку мешканця становила 43,0 року. На 100 осіб жіночої статі у селищі припадало 90,7 чоловіків;  на 100 жінок у віці від 18 років та старших — 91,0 чоловіків також старших 18 років.
Середній дохід на одне домашнє господарство  становив 47 066 доларів США (медіана — 48 750), а середній дохід на одну сім'ю — 58 917 доларів (медіана — 63 214). Медіана доходів становила 40 875 доларів для чоловіків та 33 750 доларів для жінок. За межею бідності перебувало 14,7 % осіб, у тому числі 4,0 % дітей у віці до 18 років та 19,8 % осіб у віці 65 років та старших.
Цивільне працевлаштоване населення становило 228 осіб. Основні галузі зайнятості: виробництво — 32,5 %, роздрібна торгівля — 16,2 %, освіта, охорона здоров'я та соціальна допомога — 15,4 %.